# Boulogne-Billancourt
Boulogne-Billancourt là một xã trong vùng đô thị Paris, thuộc tỉnh Hauts-de-Seine, vùng hành chính Île-de-France của nước Pháp, có dân số là 108.800 người (thời điểm 2005).

## Thông tin nhân khẩu
| 1936   | 1954   | 1968    | 1975    | 1982    | 1990    | 1999    | 2005    |
| ------ | ------ | ------- | ------- | ------- | ------- | ------- | ------- |
| 97 379 | 93 998 | 109 008 | 103 578 | 102 582 | 101 743 | 106 367 | 109 400 |

## Tên
Tên ban đầu của công xã là Boulogne-sur-Seine (có nghĩa là "Boulogne on Seine ").
Trước thế kỷ 14, Boulogne là một ngôi làng nhỏ tên là Menuls-lès-Saint-Cloud (có nghĩa là "Menuls gần Saint-Cloud"). Vào đầu thế kỷ 14, vua Philip IV của Pháp đã ra lệnh xây dựng tòa nhà ở Menuls-lès-Saint-Cloud của một nhà thờ dành riêng cho trinh nữ của thánh đường Boulogne-sur-Mer , khi đó là một trung tâm hành hương nổi tiếng ở miền bắc nước Pháp. Nhà thờ, có nghĩa là trở thành một trung tâm hành hương gần Paris hơn là thành phố Boulogne-sur-Mer xa xôi, được đặt tên là Notre-Dame de Boulogne la Petite ("Đức Mẹ Boulogne the Minor"). Dần dần, làng Menuls-lès-Saint-Cloud được biết đến với tên Boulogne-la-Petite , và sau đó là Boulogne-sur-Seine .
Năm 1924, Boulogne-sur-Seine được chính thức đổi tên thành Boulogne-Billancourt để phản ánh sự phát triển của khu công nghiệp Billancourt sáp nhập vào năm 1860 (xem phần lịch sử bên dưới).
Đối với tên Billancourt, nó đã được ghi nhận lần đầu tiên vào năm 1150 với tên Bullencort , đôi khi cũng đánh vần là Bollencort . Nó xuất phát từ tiếng Latin Medieval cortem , đối cáchcủa CORS , có nghĩa là "bao vây", "bất động", với hậu tố vào Đức patronym Buolo (có nghĩa là "người bạn, người anh em, bà con"), do đó có ý nghĩa của "bất động sản của Buolo".

## Lịch sử
Vào ngày 1 tháng 1 năm 1860, thành phố Paris đã được mở rộng bằng cách sáp nhập các xã lân cận. Vào dịp đó, các xã Auteuil và Passy đã bị giải tán và chia rẽ giữa Boulogne-Billancourt (lúc đó gọi là Boulogne-sur-Seine ) và thành phố Paris. Boulogne-sur-Seine đã nhận được một phần nhỏ lãnh thổ của Passy và khoảng một nửa lãnh thổ của Auteuil (bao gồm khu vực Billancourt, thuộc về xã Auteuil bị giải tán).
Một số sự kiện bắn súng của Thế vận hội Mùa hè 1900 đã diễn ra tại Boulogne-Billancourt.
Năm 1929, Bois de Boulogne , được chia cho các xã Boulogne-Billancourt và Neuilly-sur-Seine , đã bị thành phố Paris sáp nhập toàn bộ. Vào dịp đó, Boulogne-Billancourt, nơi mà phần lớn Bois de Boulogne thuộc về, đã mất khoảng một nửa lãnh thổ.
Boulogne-Billancourt được biết đến là nơi sinh của ba ngành công nghiệp chính của Pháp. Đó là vị trí, vào năm 1906 cho nhà máy chế tạo máy bay đầu tiên , của Appareils Keyboardviation Les Freres Voisin ,  sau đó là của nhiều nhà tiên phong hàng không khác, và truyền thống vẫn tiếp tục với một số công ty liên quan đến hàng không vẫn hoạt động trong khu vực. Các ô tô công nghiệp đã có một sự hiện diện lớn với Renault trên Île Seguin , và SALMSON xây dựng cả xe hơi và động cơ máy bay. Cuối cùng, ngành công nghiệp điện ảnh Pháp bắt đầu từ đây và, từ năm 1922 đến năm 1992, đây là ngôi nhà của Billancourt Studiosvà kể từ khi trở thành một địa điểm chính cho sản xuất phim Pháp . Nó được sử dụng làm bối cảnh của chương trình truyền hình Code Lyoko.

## Các thành phố kết nghĩa
- Anderlecht, Bỉ
- Berlin-Neukölln, Đức
- Hammersmith and Fulham, London, Vương quốc Liên hiệp Anh và Bắc Ireland
- Irving, Texas, Hoa Kỳ
- Marino, Ý
- Pančevo, Serbia
- Ra’anana, Israel
- Sousse Tunisia
- Zaanstad, Hà Lan[3]